# Lewis-Säure-Base-Konzept
Das Lewis-Säure-Base-Konzept ist eine Definition der Begriffe Säure und Base, die unabhängig von Protonen im chemischen Sinn ist. Sie wurde 1923 von Gilbert Newton Lewis eingeführt.

## Lewis-Säuren
Eine Lewis-Säure ist ein elektrophiler Elektronenpaarakzeptor, kann also Elektronenpaare anlagern. 
Zu den Lewis-Säuren zählen
- Verbindungen mit unvollständigem oder instabilem Elektronenoktett wie: B(CH3)3, B(OH)3, BF3, AlCl3
- Verallgemeinerung der obigen Regel: Verbindungen, in denen ein Atom keine Edelgaskonfiguration hat. Das schließt Metallionen wie z. B. das Co3+ ein, das in Komplexen wie dem [Co(NH3)6]3+ die Elektronenkonfiguration des Kryptons erreicht.
- Alle Metallkationen, die als Zentralatome in chemischen Komplexen auftreten können. Bei der Anlagerung von Liganden reagiert das Metallkation mit diesen zum Komplex. Dies schließt auch Metallionen ein, die in ihren Komplexen keine Edelgaskonfiguration haben, z. B. Cr3+.
- Moleküle mit polarisierten Doppelbindungen, z. B. CO2, SO3
- Halogenide mit „ungesättigter Koordination“, z. B. SiCl4 oder PF5

## Lewis-Basen
Eine Lewis-Base ist dementsprechend ein Elektronenpaardonator, der Elektronenpaare zur Verfügung stellen kann. 
Zu den Lewis-Basen zählen daher Verbindungen mit Atomen mit mindestens einem freien Elektronenpaar, das eine Einfachbindung ausbilden kann, wie z. B. Ammoniak, Cyanid-, Fluorid- und beliebige andere Anionen, Wasser oder Kohlenstoffmonoxid. Alkene gehören auch dazu, da ihre Doppelbindungen (π-Bindungen) recht reaktiv sind und ähnlich wie freie Elektronenpaare agieren können.
Lewis-Basen treten als typische Liganden in Metallkomplexen auf (siehe auch Komplexchemie).

## Anwendungen des Konzepts
Bei einer Säure-Base-Reaktion werden nach diesem Konzept immer kovalente Bindungen gebildet. Das Produkt der Reaktion einer Lewis-Säure mit einer Lewis-Base kann als Lewis-Säure-Base-Addukt, Koordinationsverbindung oder auch als Akzeptor-Donator-Komplex bezeichnet werden. 
Im Gegensatz zur Definition nach Brønsted, bei der als Maß für die Stärke einer Säure oder Base ihre Säurekonstante bzw. ihre Basenkonstante dient, muss man für Lewis-Säuren und Lewis-Basen neben einer quantitativen  Einordnung nach stark und schwach zusätzlich eine qualitative Klassifizierung nach hart und weich treffen (HSAB-Konzept, auch Pearson-Konzept genannt). Die Paarung zweier harter Spezies führt dabei zur Ausbildung einer eher als ionisch (stark) einzuordnenden Bindung, die Paarung zweier weichen Spezies zur Bildung einer eher kovalenten, schwachen Bindung. Als quantitatives Maß für die Härte kann der energetische Abstand zwischen dem höchsten besetzten Molekülorbital (HOMO) und dem niedrigsten unbesetzten Molekülorbital (LUMO) dienen. Die Unterscheidung nach weichen oder harten Spezies erleichtert unter anderem Vorhersagen zur Lage von Komplexbildungs- oder Fällungsgleichgewichten. 
Im Gegensatz zu Redoxreaktionen, an denen ebenfalls Elektronenakzeptoren und -donatoren beteiligt sind, findet bei Lewis-Säure-Base-Reaktionen häufig nur ein teilweiser Übergang eines Elektronenpaares unter Ausbildung einer kovalenten Bindung statt, d. h. die Oxidationszahlen der beteiligten Reaktionspartner ändern sich bei der Reaktion meist nicht. Eine genauere Betrachtung zeigt aber, dass die Oxidationszahlen nur dann unverändert bleiben, wenn die Lewis-Säure eine geringere Elektronegativität aufweist als die Lewis-Base.